# Миодраг Перуновић
Миодраг Перуновић (Цетиње, 10. децембар 1957) је бивши боксер.
Боксом се бавио од 1972. до 1994. године. Селектор репрезентације Југославије био је од 1995. до 2001. године а селектор репрезентације Србије током 2019. године.
У боксу је постигао изузетне резултате – био је првак Балкана 1980. првак Медитерана и првак Европе 1979. вицешампион света 1978. и вицешампион Европе 1981. као и интерконтинентални шампион у ИБФ верзији у професионалном боксу од 1989. до 1992.
Најбољи спортиста Црне Горе био је три пута 1976, 1978. и 1981. једном најбољи спортиста Југославије за младе 1978. и најбољи спортиста Југославије за сениоре 1979.
Србин је по националности и православне је вероисповести.